# Maizicourt
Maizicourt és un municipi francès situat al departament del Somme i a la regió dels Alts de França. L'any 2007 tenia 176 habitants.

## Demografia

### Població
El 2007 la població de fet de Maizicourt era de 176 persones. Hi havia 77 famílies de les quals 27 eren unipersonals (19 homes vivint sols i 8 dones vivint soles), 23 parelles sense fills i 27 parelles amb fills.
La població ha evolucionat segons el següent gràfic:
Habitants censats

### Habitatges

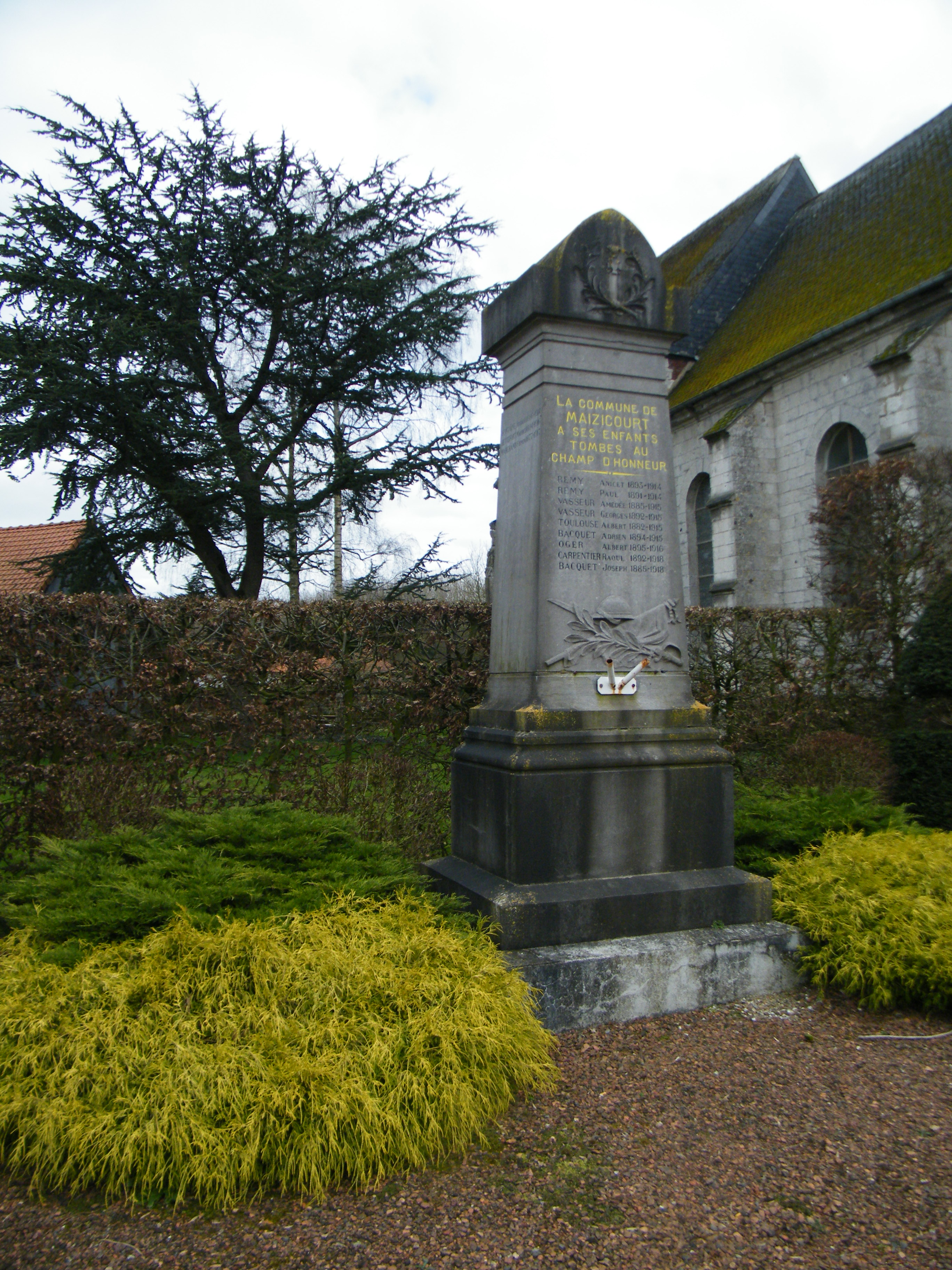

El 2007 hi havia 84 habitatges, 76 eren l'habitatge principal de la família, 3 eren segones residències i 4 estaven desocupats. Tots els 83 habitatges eren cases. Dels 76 habitatges principals, 70 estaven ocupats pels seus propietaris, 4 estaven llogats i ocupats pels llogaters i 2 estaven cedits a títol gratuït; 13 tenien tres cambres, 24 en tenien quatre i 40 en tenien cinc o més. 69 habitatges disposaven pel capbaix d'una plaça de pàrquing. A 40 habitatges hi havia un automòbil i a 29 n'hi havia dos o més.

### Piràmide de població
La piràmide de població per edats i sexe el 2009 era:
| Homes | Edats   | Dones |
| ----- | ------- | ----- |
| 0     | 95 o +  | 0     |
| 0     | 90 a 94 | 4     |
| 0     | 85 a 89 | 4     |
| 4     | 80 a 84 | 4     |
| 8     | 75 a 79 | 4     |
| 8     | 70 a 74 | 8     |
| 0     | 65 a 69 | 4     |
| 4     | 60 a 64 | 4     |
| 8     | 55 a 59 | 4     |
| 8     | 50 a 54 | 4     |
| 4     | 45 a 49 | 8     |
| 4     | 40 a 44 | 0     |
| 8     | 35 a 39 | 8     |
| 8     | 30 a 34 | 8     |
| 0     | 25 a 29 | 4     |
| 0     | 20 a 24 | 0     |
| 8     | 15 a 19 | 4     |
| 0     | 10 a 14 | 0     |
| 0     | 5 a 9   | 16    |
| 4     | 0 a 4   | 8     |

## Economia
El 2007 la població en edat de treballar era de 99 persones, 72 eren actives i 27 eren inactives. De les 72 persones actives 66 estaven ocupades (36 homes i 30 dones) i 6 estaven aturades (3 homes i 3 dones). De les 27 persones inactives 16 estaven jubilades, 4 estaven estudiant i 7 estaven classificades com a «altres inactius».

### Ingressos
El 2009 a Maizicourt hi havia 78 unitats fiscals que integraven 183 persones, la mediana anual d'ingressos fiscals per persona era de 17.543 €.

### Activitats econòmiques
Dels 6 establiments que hi havia el 2007, 2 eren d'empreses de construcció i 4 d'empreses de comerç i reparació d'automòbils.
Dels 2 establiments de servei als particulars que hi havia el 2009, 1 era un taller de reparació d'automòbils i de material agrícola i 1 electricista.
L'any 2000 a Maizicourt hi havia 10 explotacions agrícoles que ocupaven un total de 655 hectàrees.

## Poblacions més properes
El següent diagrama mostra les poblacions més properes.